# Octans
Octans o el Octante es una constelación discreta presentada por Nicolas Louis de Lacaille. El octante es un instrumento para observar los astros. La constelacioón es, fundamentalmente, conocida por ser la ubicación del polo sur celeste. Al ser circumpolar al polo, puede ser vista en los cielos del hemisferio sur durante las noches de cualquier mes del año. La ascensión recta y mes de mayor visibilidad dadas son para las tres estrellas más brillantes, las cuales son las más altas en el cielo durante las noches de noviembre.

## Historia
Dado que Octans fue presentada en el siglo XVII y se sitúa cerca del polo sur, no fue conocida por las culturas tempranas y clásicas, así que no tiene mitología relacionada.

## Características destacables

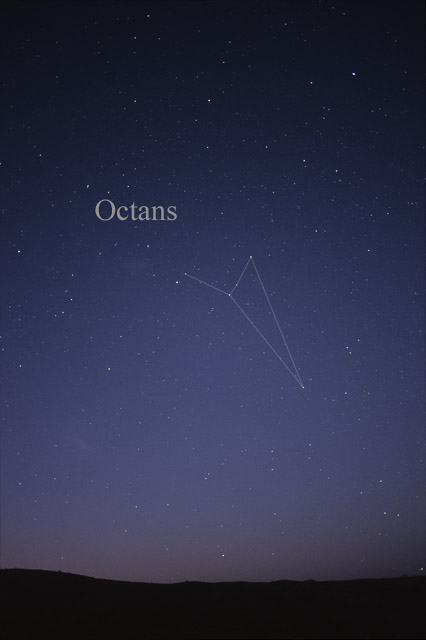
Constelación de Octans

Octans es una constelación muy tenue, siendo su astro más prominente ν Octantis, una gigante naranja de tipo espectral K1III que se encuentra a 63 años luz de distancia del sistema solar. Es una binaria espectroscópica con un período orbital de 2,9 años.
La siguiente estrella más brillante es β Octantis, una subgigante blanca de tipo A9IV/V con una temperatura efectiva de 8006 K.
Otra estrella de interés es σ Octantis, oficialmente llamada Polaris Australis, también una subgigante blanca aunque de tipo F0IV. Es la estrella más cercana al polo sur visible a simple vista, pero es tan tenue que no resulta útil como estrella polar para la navegación. Para ello se emplea la constelación Crux, la Cruz del Sur.
μ2 Octantis es una estrella binaria compuesta por dos enanas amarillas semejantes al Sol, siendo sus tipos espectrales G0V y G1V. En torno a la primera de ellas se ha detectado un planeta cuya masa es al menos 6,9 veces mayor que la masa de Júpiter.
Igualmente HD 142022 es otra binaria amplia en donde también se ha descubierto un planeta alrededor de la componente principal, una subgigante de tipo G9IV-V. En este caso, la masa mínima del planeta es 5,1 veces mayor que la de Júpiter.
Entre los objetos de cielo profundo de Octans, NGC 7095 y NGC 7098 son dos galaxias espirales barradas que están a 115 millones y 95 millones de años luz de distancia respectivamente.

## Estrellas

### Estrellas principales
- α Octantis, binaria espectroscópica de magnitud 5,13 compuesta por dos gigantes blanco-amarillas.
- μ2 Octantis, estrella binaria compuesta por dos enanas amarillas.
- ν Octantis, una gigante naranja, la estrella más brillante de la constelación con magnitud 3,73.
- σ Octantis (Polaris Australis), la estrella polar del hemisferio sur, es una subgigante blanca de magnitud 5,45.
- R Octantis, estrella variable Mira cuyo brillo varía entre magnitud 6,4 y 13,2 en un período de 405,39 días.
- CD Octantis, enana blanca ultramasiva distante 46 años luz.
- CW Octantis, estrella blanca de la secuencia principal y variable Alfa2 Canum Venaticorum.
- HD 142022 y HD 212301, estrellas con planetas extrasolares.
- Gliese 877, cercana enana roja situada a 28 años luz.

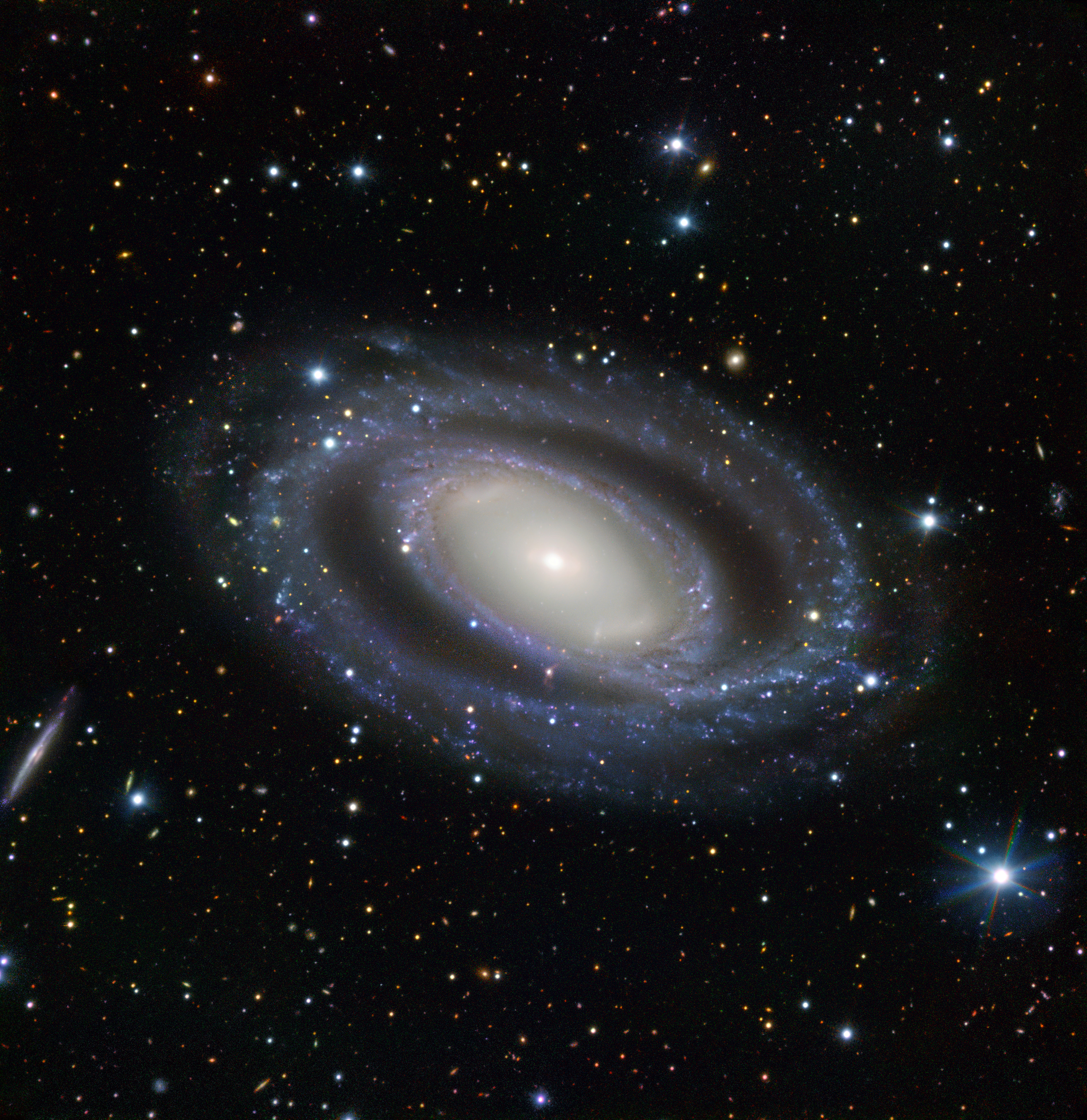
Imagen de NGC 7098 obtenida con el VLT

### Otras estrellas condenominación de Bayer
- β Oct 4,13; γ1 Oct 5,10; γ2 Oct 5,72; γ3 Oct 5,29; δ Oct 4,31; ε Oct 5,09; ζ Oct 5,43; θ Oct 4,78; η Oct 6,19; ι Oct 5,45; κ Oct 5,56; λ Oct 5,27; μ1 Oct 5,99; ξ Oct 5,32; π1 Oct 5,65; π2 Oct 5,65; ρ Oct 5,57; τ Oct 5,50; υ Oct 5,76; χ Oct 5,29; φ Oct 5,47; ψ Oct 5,49; ω Oct 5,88

## Objetos de cielo profundo
- Galaxias NGC 6438 y NGC 7098; la primera es un ejemplo de galaxias interaccionando.